# Unió Socialista de Catalunya
La Unió Socialista de Catalunya (USC, en español: Unión Socialista de Cataluña) fue un partido político español, de ámbito catalán, que existió entre 1923 y 1936.

## Historia
El partido fue fundado el 8 de julio de 1923 como una escisión de la federación catalana del PSOE. Los escindidos defendían una mayor atención a la cuestión nacional catalana, defendiendo el derecho al autogobierno. En cuanto a la cuestión social, no se diferenciaban apenas de los dirigentes reformistas y socialistas del PSOE. Editaba un periódico, denominado Justícia Social.  
Prácticamente disuelta durante la Dictadura del general Miguel Primo de Rivera, se reorganizó a partir de 1930, manteniendo una gran colaboración con Esquerra Republicana de Catalunya (ERC), con la que concurrió en coalición en todos los procesos electorales que tuvieron lugar durante la Segunda República (municipales y constituyentes de 1931, al regionales catalanas de 1932). En 1933 su dirigente Juan Comorera pasó a formar parte del  nuevo gobierno de la Generalidad presidido por Lluís Companys, y el 3 de enero de 1934 Comorera fue nombrado consejero de Economía y Agricultura, teniendo un papel fundamental en la redacción de la polémica Ley de Contratos de Cultivo catalana, de 1934.
En 1933 el partido intentó retornar a las filas del PSOE, pero la dirección liderada por Francisco Largo Caballero lo vetó. Desde marzo de 1935 varios pequeños partidos izquierdistas y obreros de Cataluña mantuvieron negociaciones con vistas a una unificación. El Bloque Obrero y Campesino (BOC) y la Izquierda Comunista de España (ICE) se unieron para formar el POUM; la Unió Socialista de Catalunya, más cercana a ERC, rechazó unirse al nuevo partido.
En julio de 1936 participaría en la fundación del PSUC, en el que se acabaría integrando.